# Comuna Brebu, Caraș-Severin
Brebu (în maghiară: Perlő, Prebul) este o comună în județul Caraș-Severin, Banat, România, formată din satele Apadia, Brebu (reședința) și Valeadeni.

## Demografie
Componența etnică a comunei Brebu
     Români (91,19%)
     Alte etnii (1,5%)
     Necunoscută (7,31%)
Componența confesională a comunei Brebu
     Ortodocși (88,49%)
     Penticostali (2,2%)
     Alte religii (1,9%)
     Necunoscută (7,41%)
Conform recensământului efectuat în 2021, populația comunei Brebu se ridică la 999 de locuitori, în scădere față de recensământul anterior din 2011, când fuseseră înregistrați 1.164 de locuitori. Majoritatea locuitorilor sunt români (91,19%), iar pentru 7,31% nu se cunoaște apartenența etnică. Din punct de vedere confesional, majoritatea locuitorilor sunt ortodocși (88,49%), cu o minoritate de penticostali (2,2%), iar pentru 7,41% nu se cunoaște apartenența confesională.

## Politică și administrație
Comuna Brebu este administrată de un primar și un consiliu local compus din 9 consilieri. Primarul, Ion Țicheriu[*], de la Partidul Social Democrat, este în funcție din octombrie 2020. Începând cu alegerile locale din 2024, consiliul local are următoarea componență pe partide politice:
|  | Partid                          | Consilieri | Componența Consiliului | Componența Consiliului | Componența Consiliului | Componența Consiliului |
|  | ------------------------------- | ---------- | ---------------------- | ---------------------- | ---------------------- | ---------------------- |
|  | Partidul Național Liberal       | 4          |                        |                        |                        |                        |
|  | Partidul Social Democrat        | 4          |                        |                        |                        |                        |
|  | Alianța pentru Unirea Românilor | 1          |                        |                        |                        |                        |

## Atracții turistice
- Mănăstirea "Acoperemântul Maicii Domnului"
- Biserica ortodoxă "Înălțarea Domnului", din Brebu, construcție 1791
- Castrul roman de la Brebu